# يون سام يوك
يون سام يوك (1937 - 2020)، هو مخرج وكاتب سيناريو من كوريا الجنوبية، فاز يون بجائزة أفضل سيناريو في 1981 و1985 و1994 وجوائز الرابطة الكورية لنقاد السينما للأفلام، «الكوخ (1981)»، «سم الملك» (1984) و«سأنجو» (1993). وفي عام 2016، حصل على جائزة جوائز الناقوس الكبرى في حفل توزيع جوائز جراند بيل الـ 53.
توفي في 2 يوليو 2020 عن عمر يناهز 83 عامًا.

## من أعماله
- العصفور والفزاعة (1983)
- هل يشرق القمر الأمريكي على إيتايوون؟ (1991)
- سأنجو (1993)
- قرصنة (1999)

## روابط خارجية
- يون سام يوك على موقع IMDb (الإنجليزية)
- يون سام يوك على موقع قاعدة بيانات الفيلم (الإنجليزية)